# Миф о пещере
Миф о пещере — знаменитая аллегория, использованная Платоном в 7 книге диалога «Государство» для пояснения своего учения об идеях. Считается краеугольным камнем платонизма и объективного идеализма в целом. Изложена в форме диалога между Сократом и братом Платона Главконом:

—…Ты можешь уподобить нашу человеческую природу в отношении просвещённости и непросвещённости вот какому состоянию… Представь, что люди как бы находятся в подземном жилище наподобие пещеры, где во всю её длину тянется широкий просвет. С малых лет у них на ногах и на шее оковы, так что людям не двинуться с места, и видят они только то, что у них прямо перед глазами, ибо повернуть голову они не могут из-за этих оков. Люди обращены спиной к свету, исходящему от огня, который горит далеко в вышине, а между огнём и узниками проходит верхняя дорога, ограждённая, представь, невысокой стеной вроде той ширмы, за которой фокусники помещают своих помощников, когда поверх ширмы показывают кукол.
— Это я себе представляю, — сказал Главкон.
— Так представь же себе и то, что за этой стеной другие люди несут различную утварь, держа её так, что она видна поверх стены; проносят они и статуи, и всяческие изображения живых существ, сделанные из камня и дерева. При этом, как водится, одни из несущих разговаривают, другие молчат.
— Странный ты рисуешь образ и странных узников!
— Подобных нам. Прежде всего разве ты думаешь, что, находясь в таком положении, люди что-нибудь видят, своё ли или чужое, кроме теней, отбрасываемых огнём на расположенную перед ними стену пещеры?
— Как же им видеть что-то иное, раз всю свою жизнь они вынуждены держать голову неподвижно?
— А предметы, которые проносят там, за стеной? Не то же ли самое происходит и с ними?
— То есть?
— Если бы узники были в состоянии друг с другом беседовать, разве, думаешь ты, не считали бы они, что дают названия именно тому, что видят?
— Непременно так.

Иллюстрация к мифу о пещере

По Платону, пещера олицетворяет собой чувственный мир, в котором живут люди. Подобно узникам пещеры, они полагают, будто благодаря органам чувств познаю́т истинную реальность. Однако такая жизнь — всего лишь иллюзия. Об истинном мире идей они могут судить только по смутным теням на стене пещеры. Философ может получить более полное представление о мире идей, постоянно ставя вопросы и находя ответы. Однако сделать это знание достоянием всего общества невозможно: толпа не в состоянии оторваться от иллюзий повседневного восприятия. Поэтому Платон продолжает:

Когда с кого-нибудь из них снимут оковы, заставят его вдруг встать, повернуть шею, пройтись, взглянуть вверх — в сторону света, ему будет мучительно выполнять всё это, он не в силах будет смотреть при ярком сиянии на те вещи, тень от которых он видел раньше. И как ты думаешь, что он скажет, когда ему начнут говорить, что раньше он видел пустяки, а теперь, приблизившись к бытию и обратившись к более подлинному, он мог бы обрести правильный взгляд? Да ещё если станут указывать на ту или иную проходящую перед ним вещь и заставят отвечать на вопрос, что это такое? Не считаешь ли ты, что это крайне его затруднит и он подумает, будто гораздо больше правды в том, что он видел раньше, чем в том, что ему показывают теперь?
— Конечно, он так подумает.
— А если заставить его смотреть прямо на самый свет, разве не заболят у него глаза, и не отвернётся он поспешно к тому, что он в силах видеть, считая, что это действительно достовернее тех вещей, которые ему показывают?
— Да, это так.

В этой притче Платон обращает внимание на то, что познание и понимание сущности вещей не даётся само собой, а требует труда и усилий. Поэтому его идеальным городом могут править только философы — те, кто проник в сущность идей, в особенности — идеи блага.
Сопоставление образа пещеры с другими платоновскими диалогами, в частности с «Федоном», позволяет утверждать, что это не просто «литературное отступление», а сердцевина платонической мифологемы. В «Федоне» Платон устами Сократа определяет чувственный мир как тюрьму души. Единственной подлинной реальностью для него является мир вечных идей, к постижению которого душа может приблизиться посредством философии.

## В художественной литературе
Уподобление человека заключённому в пещере, который составляет представление о мире по теням, со ссылкой на Платона упоминается в научно-фантастическом романе Артура Кларка «Лунная пыль» (1961), где автор размышляет, что реальнее: наблюдаемый с Луны невооружённым глазом серп Земли или её изображение в инфракрасном свете.
Миф о пещере послужил отправной точкой романа «Пещера» (2000) португальского писателя Жозе Сарамаго, лауреата Нобелевской премии по литературе.
Испанский писатель Хосе Карлос Сомоса частично касается платоновской аллегории пещеры и развивает теорию Платона о мире идей в своём произведении «Афинские убийства», за которое в 2002 году награждён Золотой Даггеровской премией (анг.) как за лучший детективный роман.
Идея платоновского мифа о пещере обыгрывается в фантастическом рассказе Дениса Гербера «Нам всем здесь не место».
Концепция платоновской пещеры используется в романе Нила Стивенсона «Анафем».
Сюжет произведения «Город наверху» Кира Булычёва также является отсылкой к концепции платоновской пещеры.